# Silke Druckenmüller
Silke Druckenmüller (* 3. Februar 1978; † 16. September 2023) war eine deutsche Pferdezüchterin.
Sie wurde für 2021 und 2022 vom World Breeding Federation for Sport Horses (WBFSH) ausgezeichnet als Züchterin des weltbesten Dressurpferdes (TSF Dalera BB). Auch für 2023 und 2024 wurde ihr vom WBFSH diese Auszeichnung posthum zuerkannt.
Weitere Auszeichnungen waren 2018, 2019, 2020, 2021 und 2022 die Dr. Fritz Schilke Gedächtnisplakette des Trakehner-Verbandes für herausragende züchterische Leistungen (zweimal in Silber, dreimal in Gold)
sowie 2022 die Staatsplakette des Landes Rheinland-Pfalz für die Mutter der Olympiasiegerin, Europameisterin und Deutschen Meisterin TSF Dalera BB - Dark Magic v. Handryk.
Sie stammte aus Thomm (Landkreis Trier-Saarburg) und lebte zuletzt in Ferschweiler/Südeifel.